# Nornen-Klasse
Die Nornen-Klasse ist eine Klasse von fünf Patrouillenbooten der norwegischen Küstenwache. Ihre Aufgabenbereiche sind klassische Küstenwachaufgaben wie Search and Rescue, Hilfeleistungen für havarierte Schiffe und Wahrnehmung von hoheitlichen Aufgaben.

## Geschichte
Die Nornen-Klasse besteht aus fünf Booten des ST-610 Designs der norwegischen Werft Skipsteknisk AS; gebaut wurden sie jedoch in Polen. Am 24. November 2004 konnte der Vertrag für die fünf Boote unterschrieben werden. Nach Ablieferung werden die Boote für 15 Jahre geleast und ersetzen die ältesten Einheiten der norwegischen Küstenwache.

## Ausrüstung und Ausstattung
Ihr Haupteinsatzgebiet ist das direkte Küstenvorfeld, weshalb die Schiffe auch relativ klein sind. Im Vergleich zu ihren Vorgängern sind sie hingegen in allen Bereichen besser, aber auch größer und deshalb auch wesentlich seegängiger. Zur Ausrüstung gehören ausschließlich leichte Waffen – namentlich Handfeuerwaffen sowie 12,7-mm-Maschinengewehre –, ein 10,5 m-Tochterboot, ein 6 m-Festrumpfschlauchboot, zwei Faltkräne mit einer maximalen Länge von 10 m und einer maximalen Traglast von 2,8 Tonnen, zwei Spillen von maximal 5 Tonnen Tragkraft sowie eine Seilwinde mit einer Zugkraft von bis zu 35 Tonnen. Außerdem ist Ausrüstung für das Absaugen von ausgelaufenem Öl sowie dazugehörige Tanks mit einem Volumen von 155 m3 vorhanden. Eine Anlage zur Feuerbekämpfung ist ebenfalls eingerüstet.
Für die unteren Ränge der Besatzung stehen sechs Doppelkabinen zur Verfügung, während die höheren Ränge in sechs Einzelkabinen untergebracht sind. Für die Verpflegung verfügt das Schiff über eine Messe und in der Freizeit können die Besatzungsmitglieder zwei Gemeinschaftsräume aufsuchen. Außerdem gibt es einen Fitnessraum, eine Wäscherei sowie ein kleines Hospital an Bord.
Für die Führung von Einsätzen ist auch eine Operationszentrale eingebaut.

## Einheiten der Nornen-Klasse
Die Einheiten der Nornen-Klasse sind alle nach Figuren aus der nordischen Mythologie benannt.
| Namen      | Rumpfnummer | Benannt nach |
| ---------- | ----------- | ------------ |
| KV Nornen  | W330        | Nornen       |
| KV Farm    | W331        | Farm         |
| KV Heimdal | W332        | Heimdall     |
| KV Njord   | W333        | Njörðr       |
| KV Tor     | W334        | Tor          |